# Walter Jan Bruce
Walter Jan Bruce, ook: Walterus Johannes Bruce en Walter Jean Bruce (Namen, circa 1753 - Groningen, 10 oktober 1831) was een luitenant-kolonel en adjudant-generaal in de Bataafse Republiek van Namen en militie-commissaris van de landstorm in het kwartier Groningen. Bruce was ridder van de Koninklijke Orde der Unie.

## Leven en werk
Bruce was een zoon van de luitenant-kolonel Jacobus Willem Bruce en Maria Clavel. Hij trouwde op 6 november 1785 met Francina Martina (Martine) van der Horst. Na haar dood op 21 juni 1801 hertrouwde Bruce op 19 juni 1803 met Gerarda Kok, weduwe van secretaris George Hindrik Willem Brockes van Barneveld.
Bruce diende als militair voornamelijk in het regiment Brakel (1e regiment no. 10), welke in die tijd gelegerd was in het garnizoen te Doesburg, Nijmegen en Middelburg. Rond 1790 werd hij kapitein van het fort aan de Batzekade (Fort Bath). Aldaar werd hij belast met de verdediging tegen de Franse troepen. Rond 1800 maakte Bruce deel uit van de generale staf in Groningen, met de rang van luitenant-kolonel. Uiteindelijk zou hem de rang van kolonel worden toegekend.
Als militie-commissaris in de rang van generaal-majoor van de landstorm in het kwartier Groningen had hij een rol bij de ontbinding van de landstorm in 1815.
Bruce was als vrijmetselaar een van de voorzittend meesters van de Groninger loge L'Union Provinciale.